# 汉口英租界

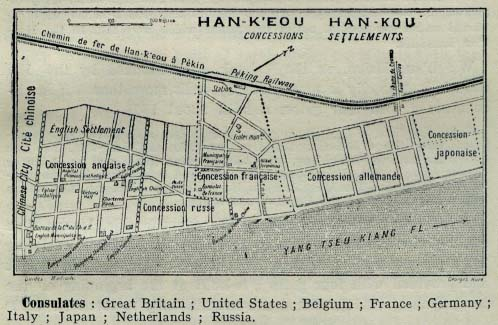
1912年的汉口租界，从左至右：英、俄、法、德、日

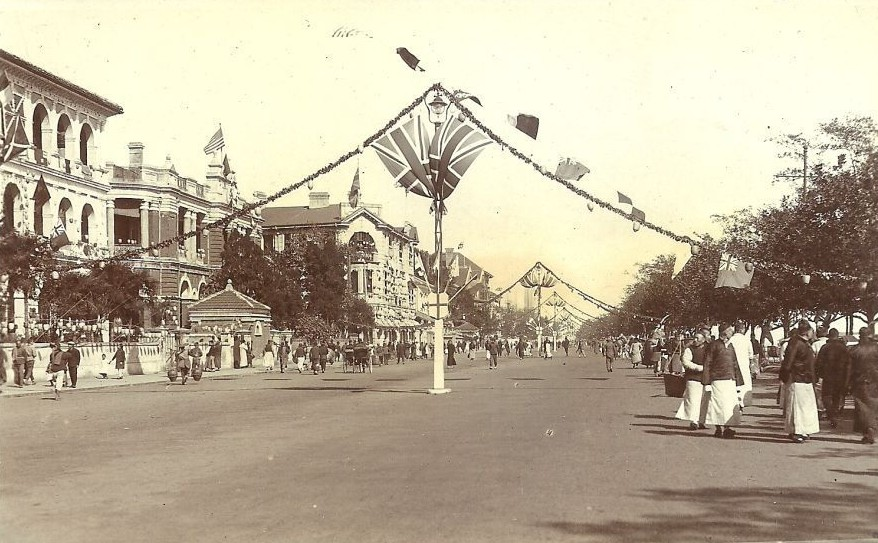
1918年同盟國庆祝第一次世界大战胜利时的汉口英租界

汉口英租界是近代位於漢口的五國租界之一，亦為七個在華英租界之一，由英國於1861年開闢。開闢初期面積約458畝，經過擴張後面積達1060畝，終於1927年移交国民政府，成为汉口第三特别区。汉口英租界内各國銀行、商社集中，是汉口的金融贸易区。

## 历史

### 设立
1858年6月26日，清政府与英国签订《天津条约》，第十款规定：“长江一带各口，英商船只俱可通商…… ，准将自汉口溯流至海各地，选择不逾三口，准为英船出进货物通商之区”，将汉口确定为对外通商口岸:1。1860年又签订《北京条约》，正式将汉口列为“条约口岸”:2。
1861年3月7日，英商宝顺洋行（英語：Dent & Co.）行主韦伯（英語：E.Webb）在英军中校威司利（英語：G.J.Walseley）陪同下，以400两银子在汉口租了一处房屋作为宝顺洋行在汉口的分行，这是首个外国人在汉口设立的洋行。不久，英国公使馆参赞巴夏礼（英語：H.S.Parkes）和驻华舰队司令贺布（英語：J.Hope）率领由4艘军舰、几百名水兵组成的舰队，于3月16日到达汉口，并通知任命金执尔（英語：W. R.Gingell）任英国驻汉领事。中英双方划定从花楼巷往东8丈，到原甘露寺江边卡东角为止，“量宽二百五十丈，深一百一十丈，四至立石为界”。3月21日，巴夏礼至湖北藩司衙门，与湖北布政使唐训方订立《汉口租界条款》，英租界正式设立，汉口开埠。《汉口租界条款》规定英国领事每年4月向汉阳县支付不到100两白银，便可将约定范围内逾458亩的沿江土地“分为英国商民建造栈房居住，自行处置”、“永租不退”:2-3:392。

### 扩张
1898年8月31日，湖北按察使、汉黄德道江汉关监督与英国领事签订《英国新增汉口租地条款》，决定英租界向西拓展至城垣内官地5丈止，北与俄租界相连，新增土地337.5亩。经拓界后，英租界东南至长江边、西南至今后花楼街北口、东北至合作路、西北至中山大道，总面积达到近800亩，成为当时汉口最大的租界:7。
1901年，在英租界工部局任职的米勒与汉口地产大王、著名买办刘歆生达成秘密协议，将后花楼街北口至中山大道以及整个扬子街地段属于刘歆生的荒地填高，所填土地的一部分纳入租界范围，由工部局修建马路，筑路剩余土地的产权则仍归刘歆生所有。工部局随即在此段土地上修建扬子街和歆生路两条马路，并派设巡捕、向位于华界一侧的房屋征收捐税。英租界还在华界通往英租界南侧边界的3个街口设置铁门，一遇战乱就封闭铁门、断绝租界与华界的交通，将歆生路以及与其相连、位于英租界旧有界址以南的太平街全部圈入租界范围。经这次越界，英租界范围扩大了三分之一，总面积达到1060亩:7-8。

### 冲突
1911年10月10日，武昌起义爆发，次日湖北军政府成立，宣布一系列保护租界和外侨的政令，并以中华民国鄂军政府都督名义照会驻汉各国领事，要求各国严守中立、不得容留清廷官吏，英国领事表示同意。同时，时任湖广总督瑞澂逃入“楚豫”号兵舰后，停靠于江面的英国炮舰之后，并向英国领事要求英国军舰提供帮助、阻止革命军渡江。随着革命爆发，革命军与清军在武汉激烈交战，导致汉口与其它地方的通讯联络基本断绝。为保护租界与侨民，英国从10月11日到22日陆续派遣8艘军舰到汉，随后又派兵160人到汉驻扎。到11月9日，在革命军胜局已定的情况下，黎元洪通电各省，请派全权委员来湖北商议组建政府。11月底，23名来自11省的代表先后抵达武汉，以汉口英租界顺昌洋行作为会议地点，于11月30日举行第一次会议:176, 180-183。
1925年，五卅慘案发生後，罷工、罷課、罷市運動也廣泛波及到武漢三鎮。6月9日，数万人游行示威，提出严惩凶手、收回英租界等七项要求。英国领事则调遣军舰、增兵并加强巡逻，准备镇压，局势紧张。6月10日，英資太古輪船公司職員打傷搬運工人余金山，引發全體碼頭工人罷工。6月11日，一艘英國軍艦停靠到華界的苗家碼頭，聚集了大批前往示威的中國群眾。這時又發生英國水兵在江漢關附近用刺刀戳傷工人劉國厚的事件，人群又紛紛涌往出事地點。英租界當局出動義勇隊、海軍陸戰隊，關閉前後花樓街的鐵閘門，阻斷租界西南部的交通，迫使群眾從西北方大智門離開英租界。到晚上10時許，大批中國軍警奉命到英租界維持秩序，導致退避的群眾被擠進英國人的防線，英军开枪镇压，致40死17伤，中方称“六一一惨案”。随后，汉口各国租界加强防范，架设机枪、电网，禁止华人通行。湖北当局多次抗议英方暴行，但英国领事态度强硬，称开枪为自卫。7月，湖北交涉署与英国总领事展开谈判，提出撤军、赔偿等条件，英方拒绝大部分诉求。经过多轮磋商，10月20日双方签署协议，虽达成一定共识，但撤退水兵、解除义勇队武装、太古码头、中国军警进入租界、抚恤等关键问题均未解决:59-60, 183-186:411。

### 交还

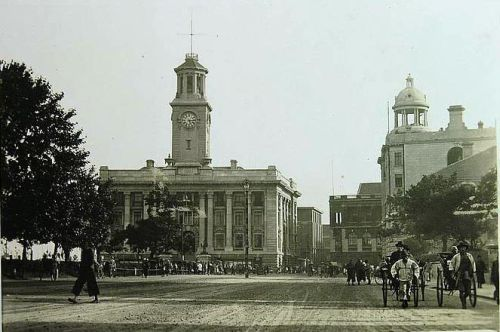
1927年的江汉关大楼

1927年1月3日下午2时，武汉三镇举行北伐胜利、迁都武汉的大规模庆祝活动时，中央军事政治学校的宣传队在江汉关前华界与英租界交界处的空地上进行反英宣传，要求废除不平等条约、收回英租界，聚集了大批听众，在江汉关形成大批中国民众与英国军警对峙的局面。期间，英军水兵登陆并与人群发生冲突，刺死1人、刺伤30余人:61, 215，中方称「一三慘案」。
1月4日清晨，根据英国驻华公使的命令，英国领事葛福撤走义勇队、海军陆战队，下午又撤离巡捕。湖北省总工会纠察队和武汉卫戍司令部先后进驻汉口英租界。1月5日，20余万示威群众包围巡捕房，在混乱的情形中，英资企业全部停业，英租界内的外国侨民几乎全部搭乘军舰或商船离开汉口。武汉国民政府的左派外交部长陈友仁拒绝了英方恢复汉口英租界的要求，并最终于2月19日与英国公使代表欧文·欧玛利签订《收回汉口英租界之协定》，确定汉口英租界将交还中国:217。
3月1日，英租界工部局解散，3月15日，直属于国民政府外交部管辖汉口第三特别区成立，汉口英租界66年的历史结束:218。

## 居民
自1861年汉口开埠后即有外国人来汉口，到1895年汉口德租界设立前的一段时期由于汉口仅有英租界一个租界，各国侨民多数杂居于此：
| 时间   | 外国人 | 英国人 | 备注                                                                                  |
| ------ | ------ | ------ | ------------------------------------------------------------------------------------- |
| 1861年 | 40     | 未知   |                                                                                       |
| 1862年 | 127    | 未知   |                                                                                       |
| 1863年 | 150    | 未知   |                                                                                       |
| 1864年 | 300    | 未知   |                                                                                       |
| 1866年 | 125    | 未知   |                                                                                       |
| 1871年 | 110    | 未知   |                                                                                       |
| 1891年 | 370    | 151    |                                                                                       |
| 1901年 | 未知   | 195    | 此时英国人最多                                                                        |
| 1905年 | 2151   | 504    | 日本人为537人，美国人500人，德国人162人，其他448人                                    |
| 1910年 | 未知   | 1061   | 其中官吏43人、商民309人、教士129人、教习16人、律师4人、医士14人、艺师216人、妇女330人 |
| 1928年 | 未知   | 344    | 1927年3月国民政府收回汉口英租界、成立汉口第三特别区，英国侨民大幅减少                 |

## 管理

### 领事馆
1861年4月，英国在汉口设立领事馆。英国领事馆本身虽不是直接管理租界的机构，但其代表英国政府监督租界重大事务、实质上是英租界的最高统治机关:33-34。1899年，英国驻汉口领事馆升为总领事馆，管辖范围涵盖湖北、湖南、江西、河南、陕西、甘肃、宁夏、青海等省区。根据1861年签订的《汉口租界条款》，汉口英租界内包括区域划分、道路建设在内的事务均由英国领事负责。英租界内，租界费用通过纳税人大会筹集，但重要事项需领事批准，工部局人员任命亦需经领事认可。《英租界捕房章程》规定码头执照发放须经领事签署，咨议会成员提名与补缺、工部局财务管理及特别会议召开亦由领事决定。租界内房屋地基的价值每年由工部局评估造册，业主可申诉，但由领事最终裁定，领事也可以临时主席身份召开特别大会而决策。在汉口的外国势力中，英国影响力居首，因此英国领事被认为在各国驻汉领事中最具权威:189，214。

### 工部局
英租界工部局，也称汉口大英市政委员会（英語：The Hankow British Municipal Council），位于今鄱阳街以西，南京路以北，成立于1862年。初设董事长1人，1867年起设3人董事会。董事由纳税人选举产生，董事会负责决策，董事会成员每年选举一次。董事会成员根据纳税额和选举规则产生，总董由董事会选出并负责主持会议。1897年后，董事会成员增至6人，最多可达到7人。董事会下设多个机构，如财务委员会、地基管理局等，由总办负责日常事务执行:216。1908年1月，江汉关始由河街迁往工部局办公，到1924年，在工部局原址上兴建的江汉关大楼建成。到1925年时，工部局设有工程、卫生、警察、教育等科室，并设有多个助理总办:216。

### 巡捕房
英租界巡捕房，即工部局警察科，成立于1862年，最初设在工部局内，1891年迁至长江堤岸，1921年拆除后迁至阜昌街与洞庭街口。警察科负责辖区内的治安管理，科主任为大保正（最高警监），巡官称洋保正，均为英国籍。根据《英租界捕房章程》，租界内对军火、枪支、鸦片等有严格管控，违法者可处以罚金或监禁。警察科还负责检查街市车马、民众行为等，违反者可被罚款或监禁。巡捕房于1916-1925年共抓获1206名私买或私藏鸦片者。1901年，巡捕房人员包括2名巡官、2名侦探和38名中国籍巡捕。1925年时，巡捕房有7名锡克（印度）警官、33名锡克巡捕、2名华籍警官、93名华籍巡捕及其他职员。1927年英国向国民政府移交英租界前，巡捕人数达到110人:226。

## 市政

### 道路

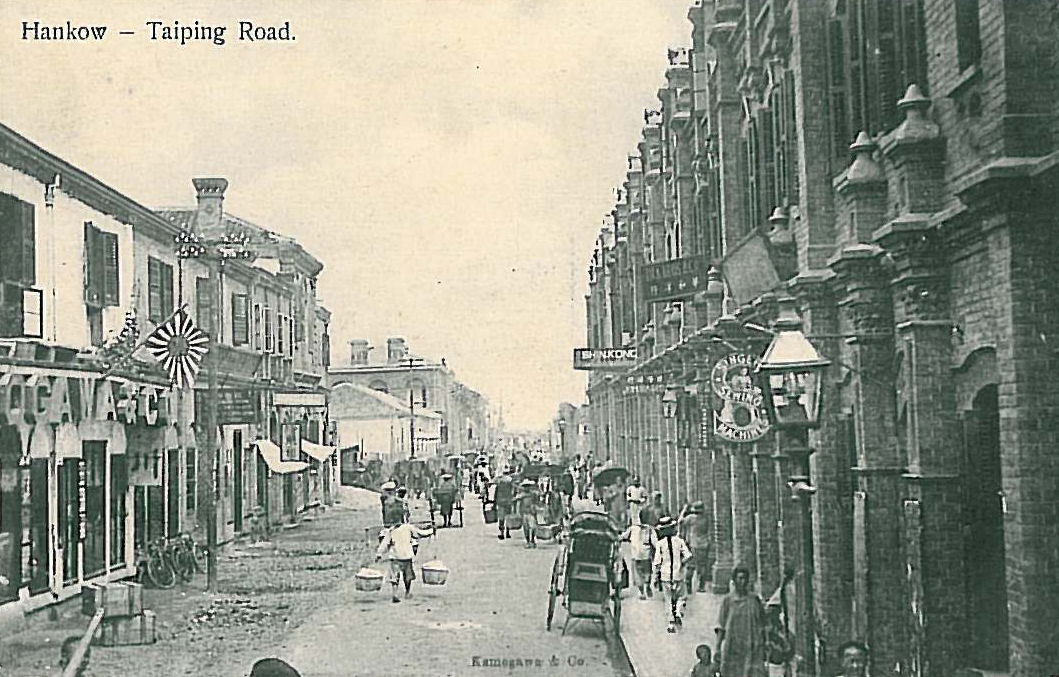
1908年的太平路（今江汉路）

| 現名                           | 原名   |
| ------------------------------ | ------ |
| 沿江大道                       | 河街   |
| 洞庭街（天津路至合作路一段）   | 洞庭街 |
| 洞庭街（天津路至合作路一段）   | 领事街 |
| 鄱阳街                         | 鄱阳街 |
| 胜利街                         | 湖南街 |
| 中山大道（江汉路至合作路一段） | 湖北街 |
| 江汉路（中山大道至胜利街一段） | 歆生路 |
| 江汉路（胜利街至沿江大道一段） | 太平路 |
| 上海路                         | 怡和街 |
| 南京路                         | 阜昌街 |
| 青岛路                         | 华昌街 |
| 天津路                         | 宝顺街 |
| 合作路                         | 界限路 |

### 码头
英国宝顺洋行于1863年在宝顺街（今天津路）修建宝顺栈五码头，这是汉口港首座轮船码头。随后，英商在英租界内的长江岸边修建多座码头与栈房等港口设施，部分码头几经修缮与重新命名，至今仍在使用:377：
| 原名                               | 建立时间 | 地址               | 1946年名称                   | 1953年名称     | 1966年名称   | 今名           |
| ---------------------------------- | -------- | ------------------ | ---------------------------- | -------------- | ------------ | -------------- |
| 英商怡和轮船公司码头（英海军码头） | 1897     | 上海路江边         | 中南公路汽车渡江码头         | 1957年停用     | -            | 武汉港19码头   |
| 英商怡和轮船公司码头               | 1897     | 上海路江边         | 交通部长江航政局第二公用码头 | 汉口港六码头   | 武汉港20码头 | 1981年停用     |
| 英国三码头（属怡和轮船公司）       | 1897     | 南京路江边         | 民生轮船公司汉口第一码头     | 汉口港七码头   | 武汉港21码头 | 武汉港21码头   |
| 英商太古轮船公司码头               | 1897     | 青岛路江边         | 交通部长江航政局第四公用码头 | 汉口港九码头   | 武汉港23码头 | 武汉港23码头   |
| 英商太古轮船公司码头               | 1897     | 青島路、天津路之间 | 交通部长江航政局第五公用码头 | 汉口港十码头   | 武汉港24码头 | 武汉港货运码头 |
| 日商日清轮船公司码头               | 1898     | 合作路口           | 军政部第二军政码头           | 汉口港十一码头 | 武汉港25码头 | -              |

## 经济

### 贸易
英租界是汉口的金融贸易中心，知名的洋行大多集中在界内：
- 英国怡和洋行汉口分行（英語：Jardine Matheson Hankou Branch）：位于沿江大道69号。怡和洋行于1862年在汉口设立分行，并在英租界河街建办公大楼，此外还设有怡和码头（英国三码头）和仓库。该行在汉口和天津设有最大规模的分行，1912年总行由香港迁至上海。怡和洋行在汉口的业务包括铁路、船运、银行等，拥有大量房产。1909至1940年间，英国人杜百里（英語：W.S. Dupree）曾担任汉口分行大班逾30年，他在汉口政商界具有重要地位，因此被誉为“汉口王”。该建筑在20世纪末被拆毁，原址建起长航大厦[10]。
- 英国太古洋行汉口分行（英語：Butterfield & Swire）：位于沿江大道140号。太古洋行自1866年起在中国开展业务，1918年在汉口设立分行，并专注于长江航运。太古轮船公司最初于1875年在汉口设立专用码头，随即成为长江航运的主力之一[11]。
- 英国亚细亚火油公司汉口分公司（英語：Asiatic Petroleum Co., Ltd.）：位于沿江大道148号。亚细亚石油公司于1912年在汉口英租界的三码头（今南京路）设立办事处，储油罐和运油码头位于丹水池。该公司在湖北、江西、安徽和湖南等地开展业务，直至1954年撤出中国[12][13]。
- 英国卜内门洋碱公司汉口分行：位于汉口胜利街87号。卜内门洋行最初于1900至1910年间在汉口开设分行，主要经营肥皂等产品[14][15]。
- 英国宝顺洋行汉口分行旧址：位于天津路5号，又名颠地洋行。1861年，宝顺洋行开设汉口分行，成为汉口英租界首家投资洋行。宝顺洋行投资修了建宝顺路（今天津路），这是汉口英租界的第一条现代意义上的道路。此外，宝顺洋行还在汉口长江边修建了宝顺栈五码头，成为汉口长江边第一座轮船码头。1865年，英租界工部局曾向宝顺洋行借款修建长江堤岸及河街（今汉口沿江大道）。1866年，伦敦爆发金融风潮（英语：Panic of 1866），宝顺洋行未能幸免，将在华总行迁至上海之后便去向不明[16][17]。
- 英国顺昌洋行：辛亥革命发生后的1911年11月30日，第一次革命军各省代表会议曾于此召开[18]。
- 美国旗昌洋行：1862年在上海开设美国旗昌轮船公司（也称上海轮船公司），并于同年首航汉口，开辟申汉航线。公司还配套设立扬子江保险公司。1867年，旗昌与怡和、宝顺达成协议，要求怡和和宝顺在10年内退出长江航运，旗昌独占长江航运市场。到1871年，旗昌轮船公司已拥有17艘轮船，总资产达到240万两白银，是东亚地区最大的商业船队，年度获利95万两白银[19]。
- 俄罗斯帝国阜昌砖茶厂：位于阜昌街（今南京路），开设于1874年，兴盛时期的用工量达到2000人，是当时武汉用工量最大的工厂，以蒸汽机作为动力蒸制、压制茶饼和茶砖。1917年俄国十月革命后随着俄商陆续撤离，存续了40多年的阜昌停产，茶厂逐渐荒芜[20][21]。

### 金融

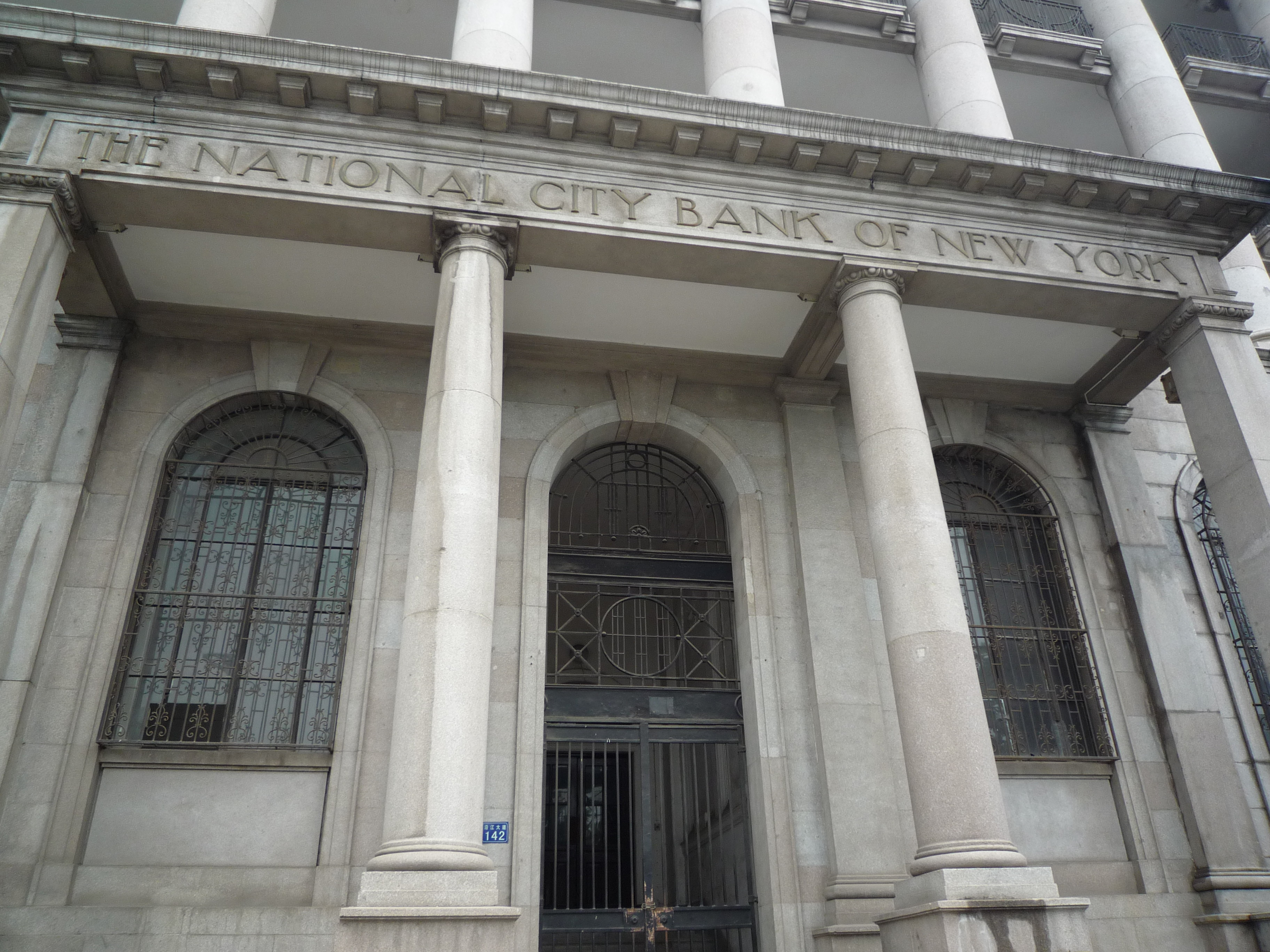
美国花旗银行汉口分行旧址，仍可见镌刻的「The National City Bank of New York」（纽约州国立城市银行）铭文

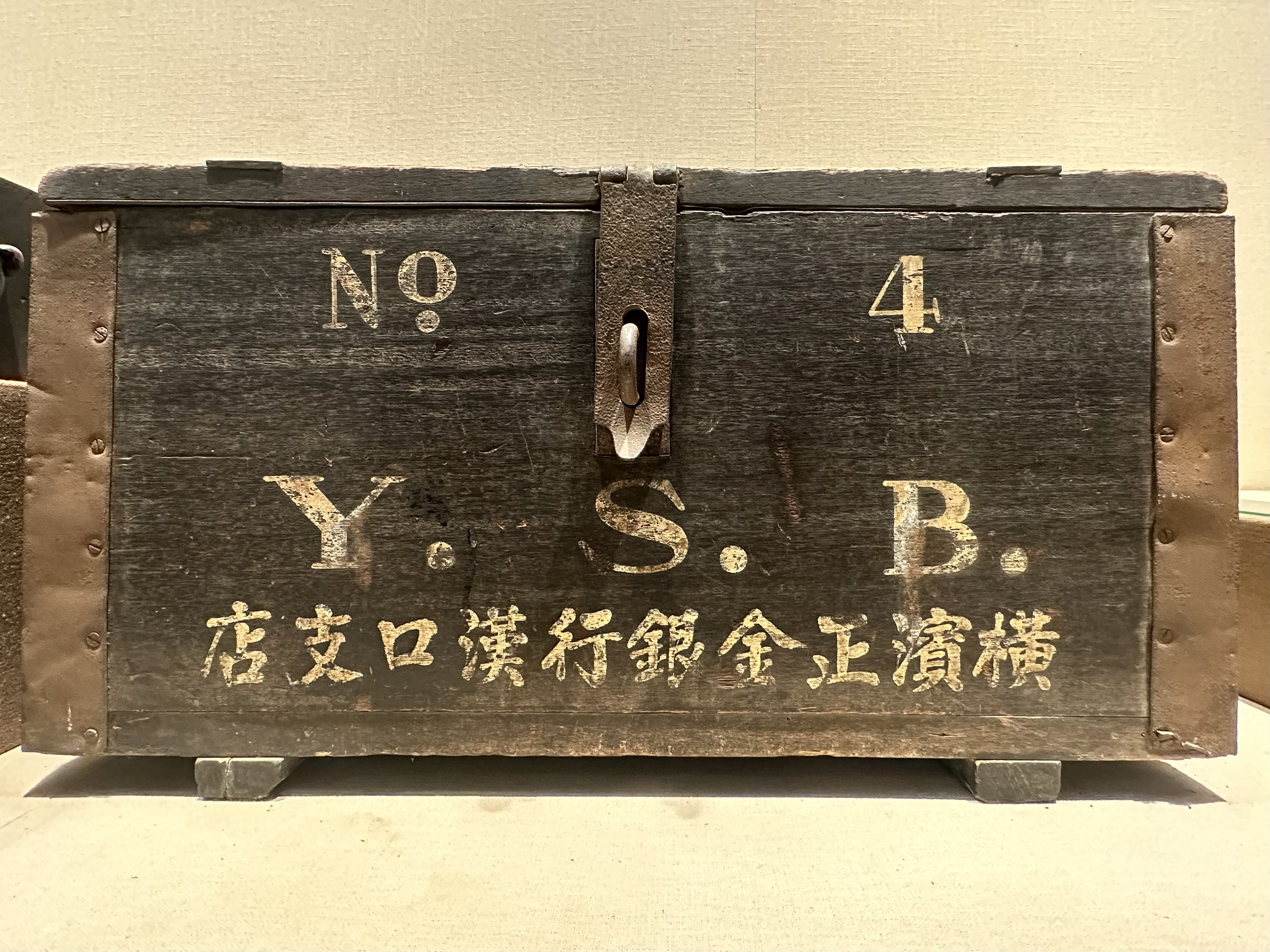
20世纪初橫濱正金銀行漢口支店使用的木制钱箱

- 英国汇丰银行汉口分行：于1868年开业，设在英租界江边（今沿江大道青岛路口）。该行为發鈔銀行，1886年发行1两和5两的纸币，后因伪钞问题停止发行。主要业务包括汇兑、外汇交易、信贷、储蓄等，尤其在外汇市场占据主导地位。汇丰汉行的外汇交易以上海汇丰银行的挂牌行情为准，每日开门营业前由上海银行密电外汇价格，公开挂牌交易，主要交易品种为美元、英镑。该行还为外商洋行和华商钱庄提供信贷，但对华商采用更为严格的信贷手续，职员待遇方面英籍职工亦高于华籍职工。抗日战争期间，汉口汇丰银行的业务大幅萎缩，最终于1955年结束营业[4]:165，196。
- 英国麦加利银行汉口分行：亦译渣打银行，于1865年开业，设在今洞庭街55号。该行早期曾发行纸币在汉流通，1932年自行发行银圆券，后于1936年停止发行。麦加利银行主要经营外汇交易、兑换外钞、存款、放款等业务，存款客户以中国人为主，利率较低，放款业务主要面向中国钱庄。1911年辛亥革命后，麦加利银行成为汉口外国汇兑银行公会的“永久主席”，并在1914至1917年间支持外商收购物资以支持第一次世界大战。抗日战争期间，银行业务萎缩，1941年日军占领银行并劫掠财产，银行经理及会计被拘禁。1947年，麦加利银行恢复营业，但因市场混乱，最终于1949年停业[4]:166，195。
- 美国花旗银行汉口分行：于1910年在汉口英租界设立分行，初期行址在鄱阳街景明大楼附近[3]:123。主要为美商洋行和传教士提供汇款存储等服务。随着业务发展，花旗银行通过教会关系与华俄道胜银行买办刘子敬合作，逐渐拓展业务。辛亥革命前，花旗银行在汉口发行了银圆券，流通范围覆盖华中地区。花旗银行的主要业务为外汇交易，对外商洋行提供优待，但对中国银钱业和华商银行则严格限制，且不向中国钱庄提供往来账户。存款业务以外汇和现金为主，存款利率较低，贷款主要面向外商洋行，并未向中国商号提供贷款。第一次世界大战期间，花旗银行趁机扩张，一度赚取了可观的利润。1938年武汉被日军占领后，花旗银行暂停营业，并终于1940年底宣布结束营业[4]:164，196。
- 日本横滨正金银行汉口分行：于1906年开业，设于河街的阜昌街口（今沿江大道南京路口）[3]:124-126。该行专门从事长江流域的棉花、麻、五倍子、赤麦、牛皮、猪鬃、药材等商品的输出汇兑，并处理自日本及下游地区的进口商品汇兑，如绵丝、布绢、生丝、机械等。1911年前，汉口分行曾发行面值1元至100元不等的银圆券，总额为100万。抗日战争结束后，横滨正金银行汉口分行被国民政府接收[4]:171，196。
- 日本台湾银行汉口分行：于1915年开业，设于江汉路与洞庭街口[3]:126。曾发行面值1元、5元和10元的银圆券，共计80万元，抗日战争结束后被国民政府接收[4]:168，196。

### 商业

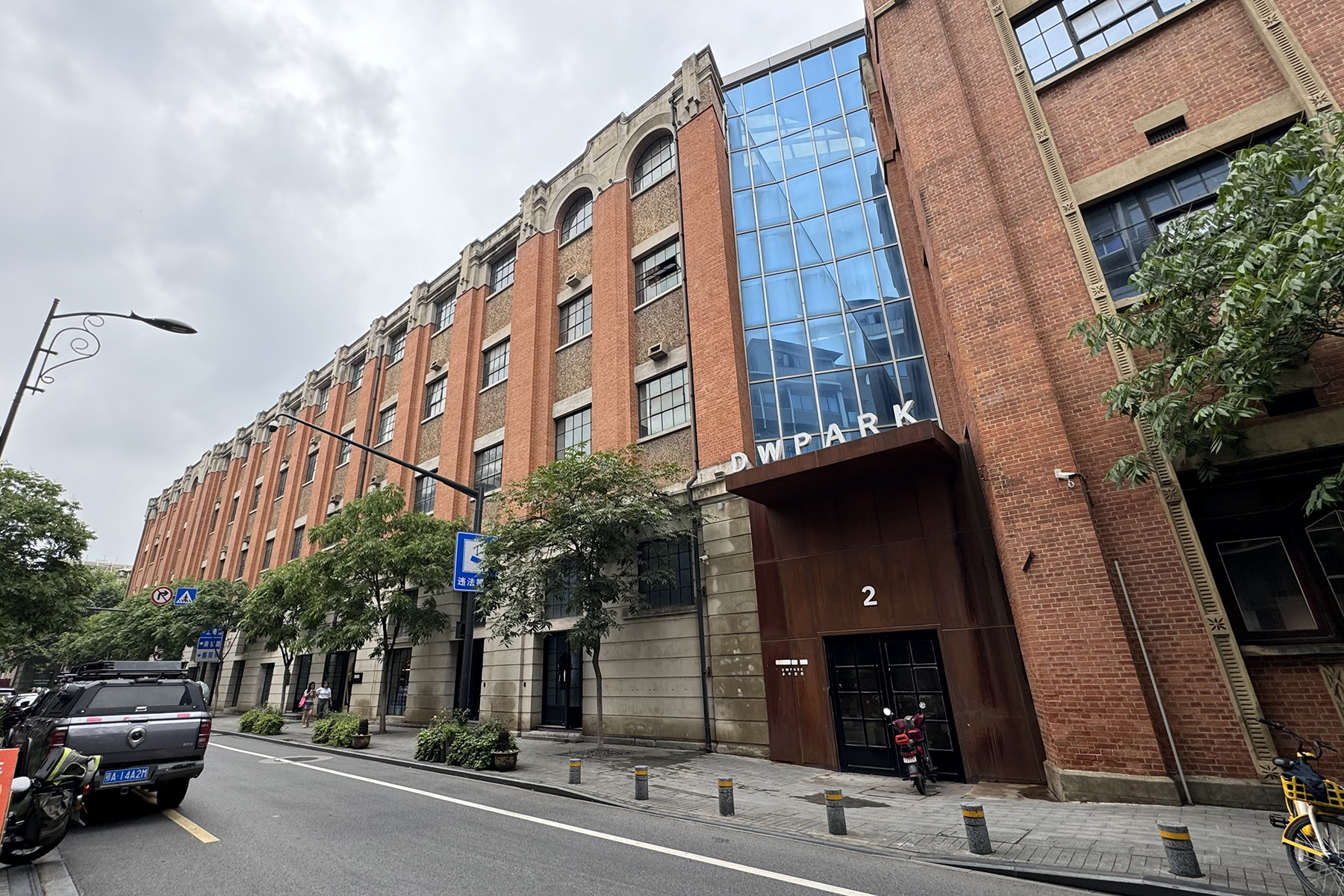
平和打包厂旧址青岛路一侧，摄于2024年

- 英国汉口电灯公司：1906年由英商集資創辦于今合作路22號。该公司采用合资经营模式，有直流发电机7座，最大装机容量5750千瓦，专门为英租界提供服务[4]:192，374。抗日战争结束后，由既济水电公司接管。2014年7月1日，其旧址改建为湖北省电力博物馆[23]。
- 英国平和打包厂：1905年于华昌街（今青岛路8～12号）建成，共有四层大楼一栋、四层楼房一栋、砖木结构楼房两栋、砖瓦平房一栋[4]:192。以棉花打包为主要业务，装船后顺长江而下海运至欧洲。1953年被中南军政委员会贸易部接管，1954年成为武汉商业储运公司仓库，1993年入列武汉市优秀历史建筑[24]，2019年经改建成为时尚创意产业园[25]。
- 英国隆茂打包厂：1916年于湖南街（今胜利街70～72号）建成，厂房为五层混合结构，总建筑面积28666平方米[4]:193。以棉花打包为主要业务，也打包牛羊皮、羽毛、苧麻等。1953年被武汉市国营商业仓储公司接收，改编为第一打包厂。1960年移交湖北省棉花公司，最终于2010年拆除[26]。

### 建筑
- 英国景明洋行（英語：Hemmings ＆ Berkley）：由毕业于伦敦皇家建筑学院的海明斯和柏格莱于20世纪初在汉口创办。景明洋行专注于建筑设计和监工业务，将建筑设计工程交由汉协盛营造厂承包，同时收取设计费和监工费。景明洋行是当时武汉顶级的建筑设计事务所，设计了多座具有代表性的建筑物，包括1914年的汉口保安洋行大楼、汉口新泰大楼、花旗银行大楼、横滨正金银行大楼和景明大楼等[27]。此外，景明洋行还参与了江汉关大楼和亚细亚公司大楼等重要项目的设计与监工工作。景明洋行为汉口引入了钢筋混凝土技术，并成为英租界与俄租界的建筑工程质量检查员。景明洋行培养了许多杰出的建筑技术人员，成为汉口建筑界的重要力量。1938年武汉会战结束后，景明大楼被日军占领，海明斯返回英国，洋行被迫停业。1945年抗日战争结束后，因海明斯已去世，景明洋行再未恢复营业[4]:188，193，景明大楼改建成为一座外侨公寓[28]。

### 娱乐业

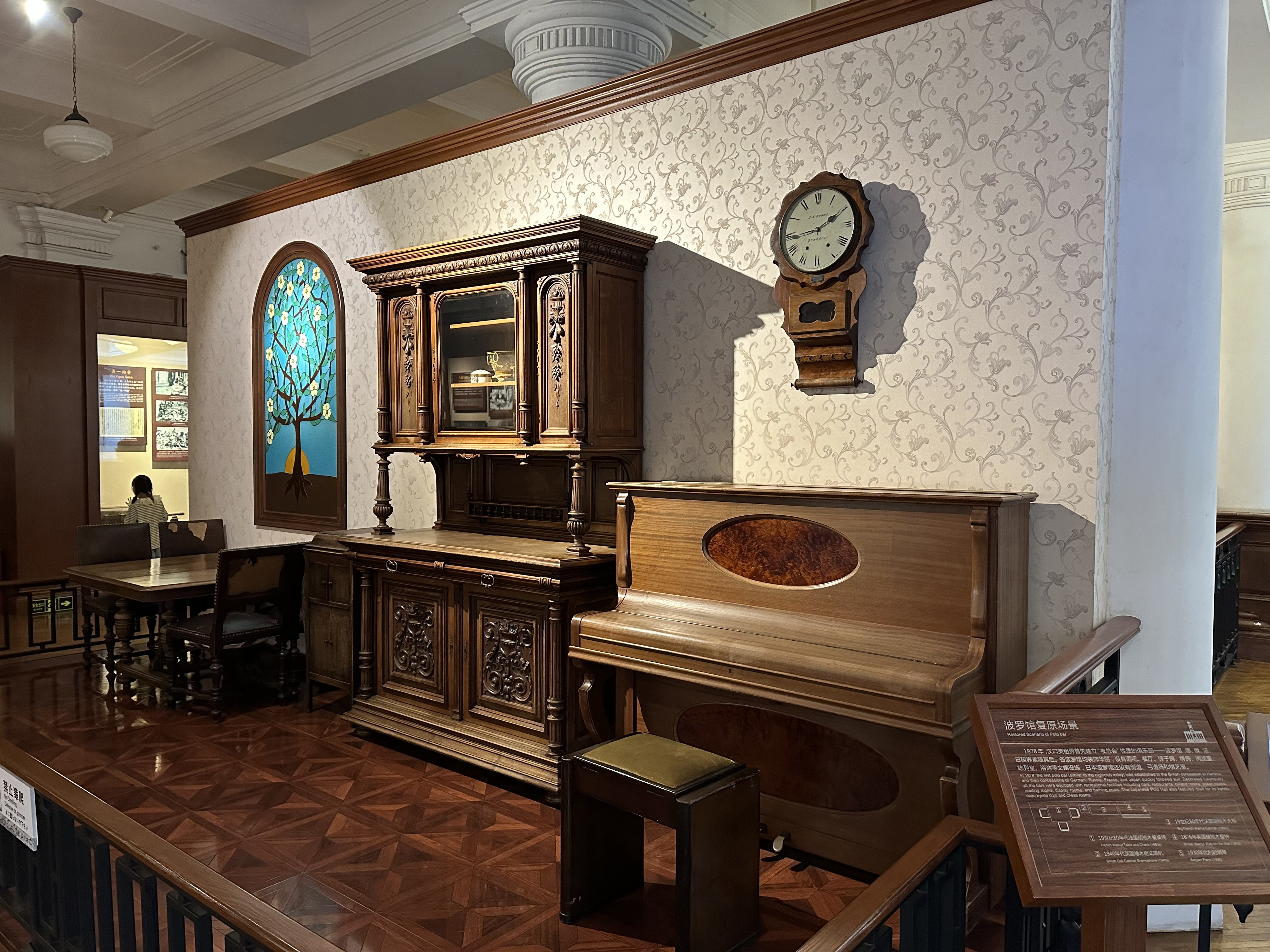
汉口英租界内的波罗馆复原场景，摄于江汉关博物馆

- 波罗馆（英語：Polo Bar）：英租界波罗馆位于鄱阳街与阜昌街（今南京路）交叉处的南侧（今武汉市中心医院职工宿舍内），开办于1878年，是汉口第一个外国人俱乐部。建筑为二层砖木结构，总面积781.4平方米[4]:206，344。在租界地区，外国居民为了娱乐和休闲，普遍建立了波罗馆（在日租界称为俱乐部），这些场所具有夜总会的性质，馆内设有酒吧、餐厅、台球房、保龄球场、棋牌室、图书阅览室、浴池、理发室等设施。这些俱乐部通常仅对外国人开放、不接待中国人，属于娱乐休闲场所，但同时也常作为洽谈商务、交换政治和军事情报的场所[29]:49-50。

## 文化

### 新闻
- 《楚报》（英語：Central China Post）：又译为《中央邮报》，1904年由英国传教士计约翰在英租界新昌里（今金城里）创刊，是武汉历史上出版时间最长、影响较大的外文报刊之一。该报主要报道湖北及周边省份的地方新闻，信息通过各地教会的情报网络收集，且常转载其他报刊的新闻。1913至1918年间，湖北当局严格封锁新闻，许多与武汉相关的地方报道都由《楚报》发布，《楚报》成为英租界的重要新闻来源。1923年，该报在今勝利街99號开设英文楚报馆大楼[3]:151。1938年武汉被日军占领后，《楚报》即成为唯一在汉口发行的英文报刊，继续发布来自路透社等外媒的新闻，直到1941年12月8日被日本陆军查封[4]:17，316。

### 学校
- 圣玛利亚学校（英語：St. Mary's School）：由意大利天主教嘉諾撒仁愛女修會修女柏博爱于1906年在英租界湖南街开办。最初为外国儿童的初级小学，使用英语教学。1930年代初，学校仍专为外国儿童提供教育，后来开始接纳少量与教会有关的华人富家子弟。1944年汉口大空袭期间校舍被炸毁，随后迁至天津街16号的原私立汉口学校址，直至1950年最终停办[4]:206，291。
- 圣若瑟学校（英語：St. Joseph's School）：最初由意大利天主教嘉嘉諾撒仁愛女修會修女柏博爱于1911至1912年创办，位于英租界鄱阳街的仁慈堂内。随着学校规模扩大，1923年迁至府北一路长墩子的新校址，并由建筑师沙西设计。1926年春更名为圣若瑟女子中学，并在迁至新址后继续扩展。学校设有初小、高小、初中及高中等多个学部，并提供英语、手工、音乐等课程。1932年，学校设立由意大利汉口教会主教及柏博爱修女等组成的董事会。1939年武汉被日军占领后，学校一度迁至鄱阳街嘉诺撒院内，随后回迁原址。学校在抗日战争期间增加日文课程，并有日本驻汉军官来校大肆宣传大东亚共荣、武士道精神。1952年学校由武汉市人民政府接办并更名为武汉市第四女子中学，现为武汉市第十九中学[4]:291。

### 医院

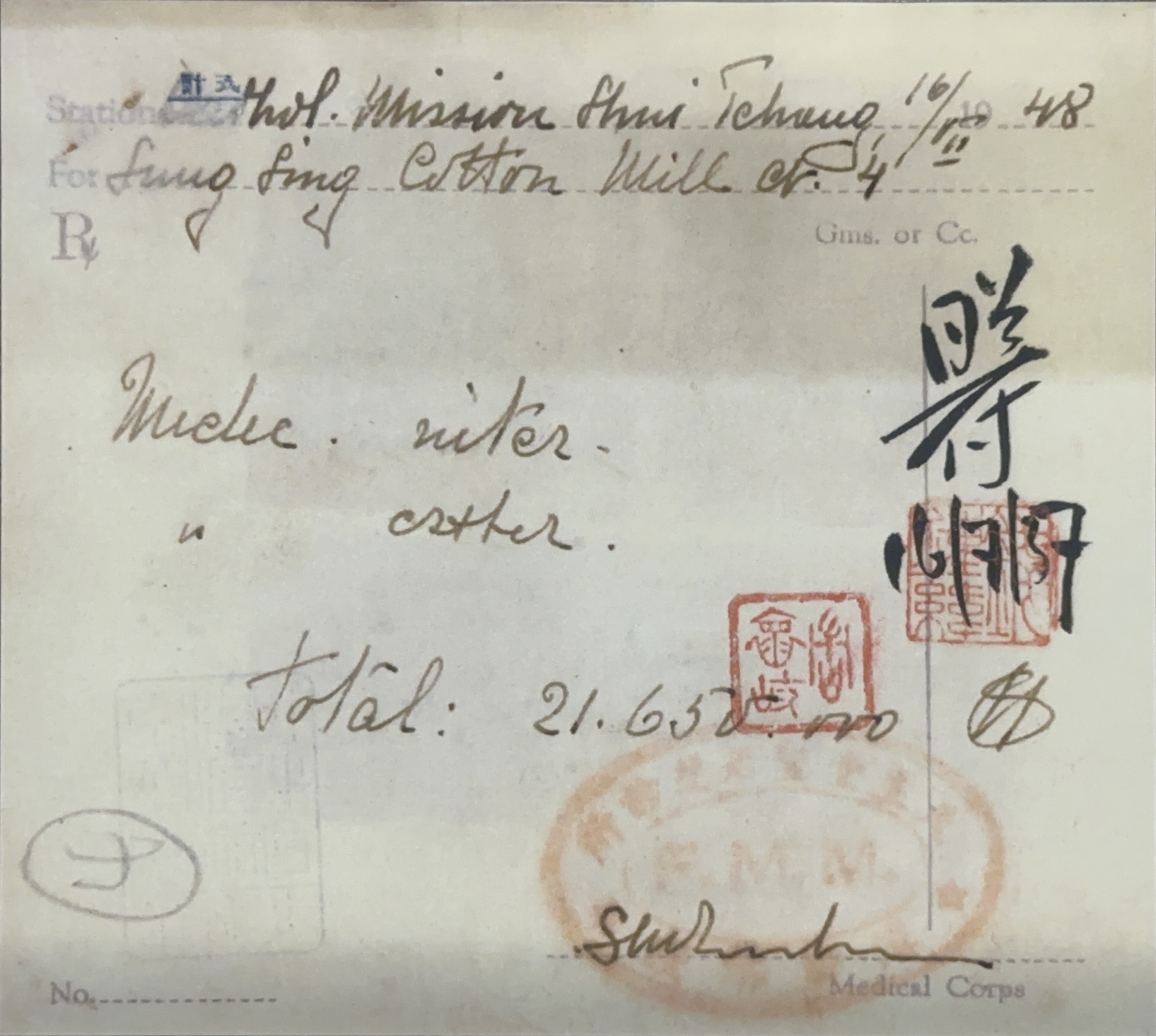
1948年漢口聖若瑟天主堂诊所开具的诊断单

- 聖若瑟天主堂医院（今武汉市中心医院）：1880年，意大利天主教会在怡和街（今上海路）创办了聖若瑟天主堂医院（也称汉口天主堂医院），设有100张病床，属于武汉当时最大的教会医院[29]:44。

### 宗教
- 天主教圣若瑟堂（汉口教区主教座堂）：位于今上海路16号，1874年动工开建，耗资12万法朗后于1876年建成[30]，总面积1186平方米，堂内可容纳超过千人。1923年划分教区时成为汉口主教座堂，教堂和主教府于1944年12月10日汉口大空袭中被炸毁一部分，1948年修复，1956年再次维修，文化大革命期间被封闭，直到1980年4月才重新开堂，现为武汉市天主教会教务活动中心[31]。
- 美国圣公会圣保罗座堂（鄂湘教区主教座堂）：1890年始建于今鄱阳街32号，为美国圣公会在武汉的主要教堂，1944年12月18日被美军飞机炸毁，1951年重建，最终于2005年12月被拆除[32]。
- 东正教亚历山大堂（汉口东正教堂）：原名阿列克桑德聂夫堂，1876年建成于今鄱阳街38号。俄东正教不在普通武汉市民中发展信徒，主要为华中地区的俄国侨民服务，被俄罗斯宗教局官员称为“俄罗斯东正教在俄境外现存最早的东正教堂”，1998年被列为武汉市文物保护单位[33]。
- 英国礼拜堂：位于今鄱阳街40号，英国侨民专用，1924年改为江汉关花园，1944年于轰炸中被毁[4]:205。

## 人物
- 杨格非（英語：John Griffith），英国威尔士人，1855年由伦敦会派遣来华传教。1861年6月21日，他成为首位进入华中地区的基督教传教士，并定居汉口。他与郭修理合作，划分传教区域，并在汉口建造花楼总堂和首恩堂。1864年，获得英国领事支持，在武昌建立崇真堂。此外，他还创办了仁济医院（今武汉协和医院[34]）、懿训女子书院、博学书院等机构，为武汉地区的基督教事业作出了重要贡献。1904年，支持传教士计约翰（英語：John Archibald）创办《楚报》，推动外国传教士在汉口的外文报纸出版[3]:230-231。
- 吴德施（英語：L.H. Roots）：也称鲁兹，美国人，毕业于哈佛大学和剑桥神学院，1896年11月由美国圣公会派遣至华，在武昌和汉口任教牧。1899年起，任汉口圣保罗堂堂牧，并积极参与社会服务与救灾工作。1902年在武汉与美国圣公会女传教士顾美玉结婚[35]。1911年辛亥革命爆发后，他组织红十字会并在汉口建立伤兵医院，为革命军与民众提供帮助。1937年七七事变后，吴德施在汉口英租界鄱阳街32号的住所接待了多位重要人物，包括加拿大医生白求恩。吴德施在武汉工作生活了42年[36]，其曾经的住所（今鄱阳街155号）现为省级文物保护单位，被称为鲁兹故居[4]:295，462。
- 杜百里（英語：W.S. Dupree）：英国人，20世纪初任汉口怡和洋行大班，曾有“汉口王”之称。他于1916至1922年间担任汉口英租界工部局董事，后于1923至1925年担任工部局董事会总董。1925年，他提出英租界财政和税捐相关议案，并获得通过。1927年，英租界被国民政府收回后，他被任命为汉口第三特别区市政管理局董事会英方董事。1932至1938年，杜百里多次当选为汉口第三特别区市政管理局董事会董事，还兼任波罗馆、西商赛马体育会等多个机构的董事会职务。抗日战争期间，武汉被日军占领前夕，他被任命为市政管理局局长。1939年5月转任法国驻汉领事馆日本科事务顾问，1940年返回英国，1946年重回汉口，最终因业务不振于1947年离开武汉[3]:235-236。